# 葉紹春
葉紹春為中國清朝武官官員。1851年（咸豐1年）奉旨接任呂恒安擔任台灣鎮總兵。是台灣清治時期此期間，受台灣道制約的台灣地區最高軍事首長，任內平定洪紀起事。
| 前任： 呂恒安 | 台灣鎮總兵 1851年上任 | 繼任： 恒裕 |